# Trapelus megalonyx
Espèce
Synonymes
- Agama ruderata baluchiana Smith, 1935
- Agama microtympanum Werner, 1895
- Trapelus microtympanum (Werner, 1895)

Trapelus megalonyx est une espèce de sauriens de la famille des Agamidae.

## Répartition
Cette espèce se rencontre en Iran, au Pakistan, en Afghanistan et en Inde.

## Publications originales
- Günther, 1864 : The reptiles of British India, London, Taylor & Francis, p. 1-452 (texte intégral).
- Werner, 1895 : Über eine Sammlung von Reptilien aus Persien, Mesopotamien und Arabien. Verhandllungen der kaiserlich-kongiglichen zoologish-botanischen Gesellschaft in Wien, vol. 45, p. 13-22 (texte intégral).